# Міхалово (гміна)
Гміна Міхалово (пол. Gmina Michałowo) — місько-сільська гміна у східній Польщі. Належить до Білостоцького повіту Підляського воєводства.
Станом на 31 грудня 2011 у гміні проживало 7194 особи.

## Територія
Згідно з даними за 2007 рік площа гміни становила 409.19 км², у тому числі:
- орні землі: 48.00%
- ліси: 37.00%

Таким чином, площа гміни становить 13.71% площі повіту.

## Населення
Станом на 31 грудня 2011:
| Опис     | Загалом | Загалом | Чоловіки | Чоловіки | Жінки | Жінки |
| -------- | ------- | ------- | -------- | -------- | ----- | ----- |
| одиниця  | осіб    | %       | осіб     | %        | осіб  | %     |
| все      | 7194    | 100     | 3595     | 49.97    | 3599  | 50.03 |
| міське   | 3206    | 100     | 1576     | 49.16    | 1630  | 50.84 |
| сільське | 3988    | 100     | 2019     | 50.63    | 1969  | 49.37 |

## Сусідні гміни
Гміна Міхалово межує з гмінами: Ґрудек, Заблудів, Нарев, Наревка.